# Kleinbartloff
Kleinbartloff é uma vila e antigo município da Alemanha localizado no distrito de Eichsfeld, estado da Turíngia.  Pertencia ao verwaltungsgemeinschaft de Eichsfelder Kessel. Desde janeiro de 2019, faz parte do município de Niederorschel.

## Demografia
Evolução da população (em 31 de dezembro):
| - 1994 - 466 - 1995 - 486 - 1996 - 476 - 1997 - 481 - 1998 - 477 | - 1999 - 496 - 2000 - 502 - 2001 - 498 - 2002 - 494 - 2003 - 494 | - 2004 - 480 - 2005 - 476 |

Fonte: Datenquelle - Thüringer Landesamt für Statistik